# Höllenau
Die Höllenau ist ein linker (östlicher) Nebenfluss der Bünzau in Schleswig-Holstein.
Der Fluss hat eine Länge von 14,5 km. Er entspringt im Schönbeker Moor östlich von Nortorf in der Nähe von Schönbek und mündet in Aukrug in die Bünzau. Beim Ortsteil Böken mündet der Nebenfluss Mitbek in die Höllenau.